# Dorfkirche Catharinau

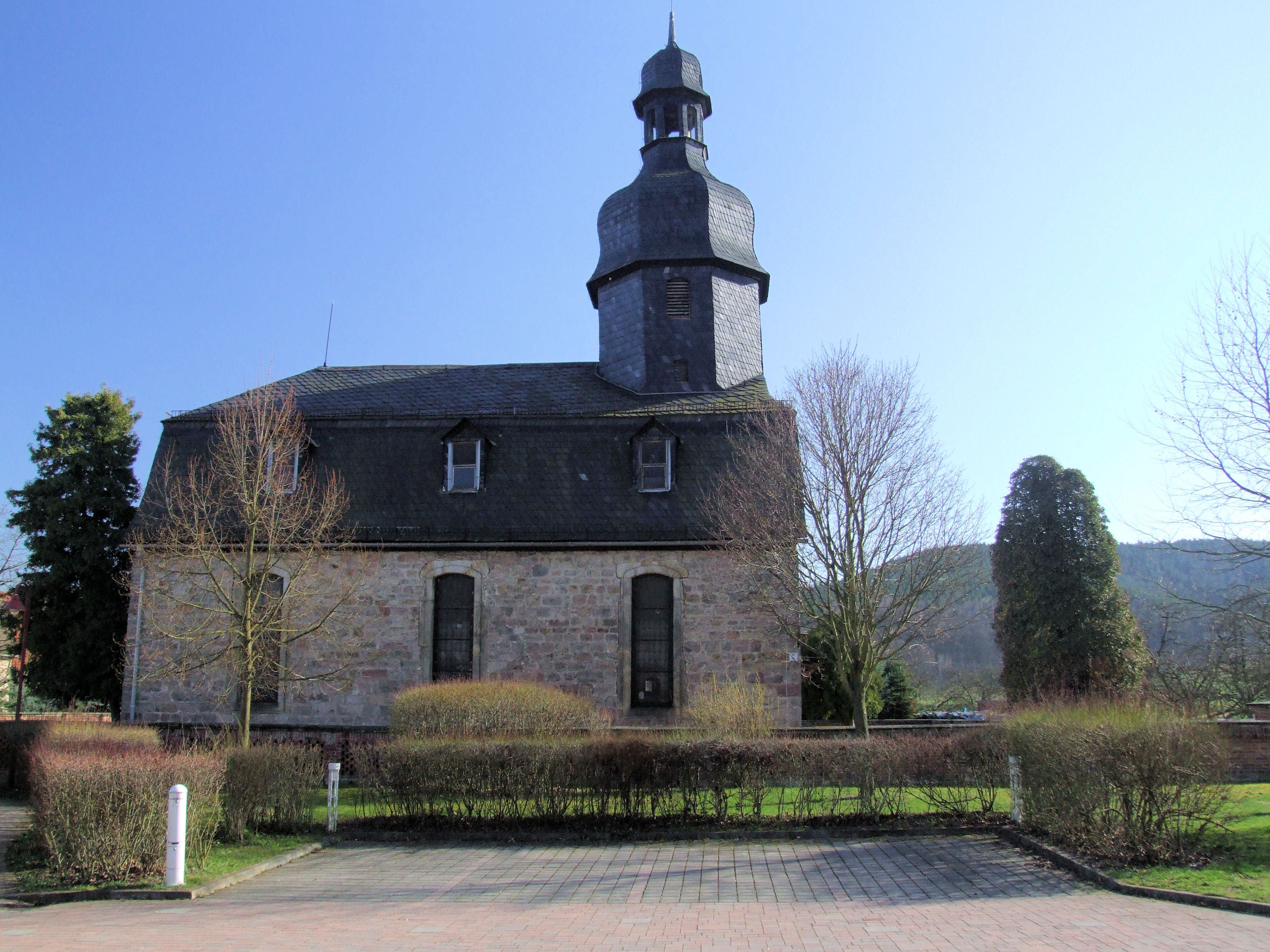
Die Kirche

Die evangelische Dorfkirche Catharinau steht im Ortsteil Catharinau der Gemeinde Uhlstädt-Kirchhasel im Landkreis Saalfeld-Rudolstadt in Thüringen.

## Geschichte
Nach Abbruch der zu nah und tief am rechtsseitigen Saaleufer liegenden Vorgängerkirche von 1491 wegen Hochwassergefahr und Baufälligkeit wurde die neue Dorfkirche 1758 am erhöhten westlichen Dorfrand errichtet. Das heutige Erscheinungsbild beruht auf einer Umgestaltung im Jahr 1841.
Die im  einfachen barocken Baustil gestaltete Saalkirche hat einen rechteckigen Grundriss. Markant ist das schiefergedeckte Mansard-Walmdach mit einem großen achteckigen Dachreiter mit Schweifhaube und Laterne. Der Kirchhof ist mit einer Mauer umfriedet.

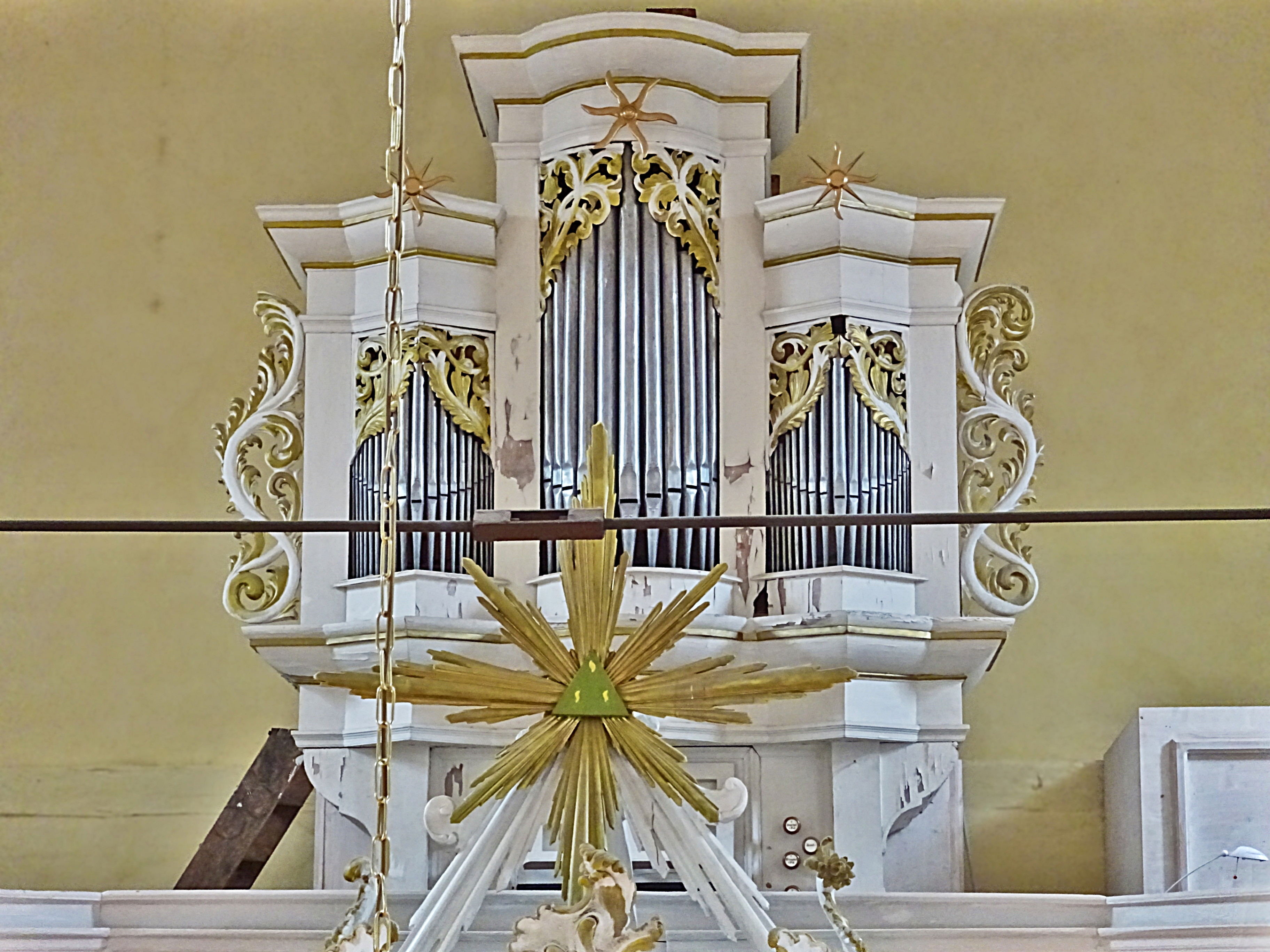
Francke-Orgel

Die drei ursprünglichen Glocken wurden im Ersten Weltkrieg eingeschmolzen. Die jetzt wieder vorhandene Glocke wurde 1923 in Apolda von Schilling & Lattermann gegossen. 
Die kleine barocke Orgel von Andreas Nicolaus Francke aus dem Jahr 1730 hat sieben Register, verteilt auf ein Manuale und Pedal sowie drei Cymbelsterne. Sie ist auf der ersten Empore über dem stattlichen Kanzelaltar angebracht, der beidseitig von je einem Sakristeischrank flankiert wird.
Die bunten Glasfenster fertigte 1911 die Firma Franke aus Naumburg. Sie stellen die Taufe Jesu und das Mal mit den Emausjüngern dar.
Seit 1997 erfolgt die grundhafte Sanierung der Kirche.